# Zenón (emperador)
Flavio Zenón (c. 425-Constantinopla, 9 de abril de 491) fue emperador romano de Oriente desde el 29 de enero de 474 hasta su muerte. Las revueltas internas y las luchas religiosas se extendieron durante todo su reinado, en el que a pesar de todo consiguió ciertos éxitos en las relaciones exteriores. Era emperador en Oriente, a cuya estabilidad contribuyó en gran medida, cuando tuvo lugar la caída oficial del Imperio romano de Occidente, con lo que, al menos en teoría, el Imperio romano quedó reunificado en su persona.

## Primeros años
Nacido con el nombre de Tarasis, el futuro Zenón fue un guerrero isaurio de la región que en la actualidad es Antalya. Su fama como guerrero no pasaría desapercibida al emperador León I el Tracio a mediados de la década de 460, cuando León estaba buscando alternativas al creciente empleo en su ejército de mercenarios poco fiables procedentes de distintos pueblos germánicos. Desde un punto de vista cultural, los isaurios estaban, sin duda, en un escalón mucho más bajo que los godos, que habían tenido acceso con anterioridad a la cultura grecorromana. Pero, en contraste con los germanos, eran súbditos del Imperio y, por consiguiente, no contaban como bárbaros en el sentido grecorromano. A pesar de ello, la población bizantina los consideraba extranjeros, y el ejército isaurio no provocaba menos oposición que el predominio germano. 
En 466 Tarasis desenmascaró la traición de Ardabur, el hijo de Aspar, el magister militum alano de Oriente, y se hizo así aún más indispensable. Hacia 468, cuando el incompetente (y quizá traidor) Basilisco condujo a la flota bizantina al desastre en la campaña contra los vándalos, Tarasis pasó a ser considerado como el mejor general del emperador León I. Durante una campaña en Tracia, escapó por poco de un asesinato instigado por Aspar. Cuando Tarasis volvió a la capital, Aspar fue ejecutado por orden de León, y Tarasis obtuvo el cargo de magister militum por propio derecho.
Para resultar más fácilmente aceptado por la jerarquía romana y la población griega de Constantinopla, Tarasis adoptó el nombre griego de Zenón, que usaría durante el resto de su vida, tras su matrimonio con Ariadna, la hija de León, en 468. Aunque este matrimonio tenía la finalidad de que León se asegurase el apoyo isaurio frente al ambicioso ministro Aspar, el acuerdo político daría lugar a que el hijo de Zenón y Ariadna llegara a ser emperador, como León II tras la muerte de su abuelo en 474.
Mientras tanto, su padre siguió dirigiendo los ejércitos orientales y obteniendo grandes éxitos, en especial la expulsión de los vándalos de Epiro, que habían invadido en 469 como parte de la venganza del rey Genserico por el ataque sufrido el año anterior. También dirigió las tropas contra las incursiones de los hunos y gépidos al sur del Danubio. Como León II era muy joven para gobernar por sí mismo, Ariadna y la madre de esta, Verina, le convencieron para que se coronase coemperador el 29 de enero de 474. Cuando León cayó enfermo y murió el 17 de noviembre siguiente, Zenón se convirtió en el único emperador.

## Reinado
Zenón siguió siendo impopular entre el pueblo y el Senado a causa de su origen "extranjero". Bajo su gobierno la antigua influencia germánica en la corte fue sustituida por otra influencia bárbara, la de los isáuricos. Una revuelta instigada por Verina a favor de su hermano Basilisco, el líder de la deshonrosa guerra vándala, en enero de 475 y la aversión que se sentía en Constantinopla ante sus soldados y funcionarios isaurios, obligaron al emperador a huir de la capital e instalarse en Antioquía. Zenón se vio obligado a encerrarse en una fortaleza, y pasó los siguientes 20 meses reclutando un ejército, en gran medida compuesto por compatriotas isaurios, hasta que marchó sobre Constantinopla en agosto de 476. 
El creciente caos y la impopularidad de Basilisco le facilitaron la entrada en la capital sin oposición en 476, después de que un ejército dirigido por el general Illos se pasase al bando de Zenón. Su rival fue deportado a Frigia, donde murió poco después. Restaurado en el trono, Zenón se vio obligado dos meses después a tomar una decisión trascendental, cuando Odoacro depuso al último Emperador de Occidente, Rómulo Augústulo, y envió las insignias imperiales a Constantinopla, reconociendo expresamente la soberanía del emperador de Constantinopla sobre Occidente. El gobierno imperial no tuvo más remedio que afrontar los hechos, y así el nuevo dueño de Italia fue nombrado magister militum per Italiam y recibió la administración del país en calidad de virrey del Emperador, que de este modo se convirtió en teórico gobernante de un Imperio romano reunificado. 
Las apariencias fueron guardadas, pero de hecho, Italia estaba perdida para el Imperio encontrándose, como todo el Imperio de Occidente (a excepción de Dalmacia), bajo dominio germánico. En la misma época, Zenón envió una misión a Cartago con la intención de llegar a un acuerdo de paz permanente con Genserico, que seguía dirigiendo constantes ataques contra las ciudades de Oriente y el comercio marítimo. Al reconocer a Genserico como un rey independiente y aceptar toda la extensión de sus conquistas, Zenón logró imponer una paz que duraría más de 50 años y que acabó con los ataques vándalos a Oriente, además de conseguir la libertad religiosa para los católicos.
La península balcánica continuaba ocupada por fuertes contingentes ostrogodos: en Tracia bajo Teodorico Estrabón y en Moesia bajo Teodomiro. Desde 472, los ataques de los dos jefes godos se habían convertido en una constante fuente de peligro. Ora entraban al servicio imperial invistiendo las más altas dignidades del Imperio, ora se rebelaban contra el gobierno de Constantinopla y dejaban que sus tropas devastasen el territorio romano. Tomaban parte en todas las guerras civiles y luchas de partidos en el Imperio, y muchas veces la decisión estaba en sus manos, aunque en algunas ocasiones Zenón pudo neutralizarlos, enfrentando al uno contra el otro.
Zenón sobrevivió a otra rebelión en 478, cuando su madre política Verina intentó matar a Illos por la defección de este contra su hermano Basilisco. La revuelta fue dirigida por Marciano (yerno de Verina) y el ostrogodo Teodorico Estrabón, pero de nuevo Illos demostró su fidelidad a Zenón, reprimiendo la revuelta. 
La muerte liberó al Imperio de Teodorico Estrabón  en 481; en cuanto a los ostrogodos, en 487 el gobierno imperial indujo a Teodorico, hijo de Teodomiro, a que invadiese Italia y eliminase a Odoacro, que se había enemistado con el gobierno imperial, haciéndose cargo del gobierno de Italia en su lugar. La dura pugna entre ambos reyes germánicos terminó con la victoria de Teodorico, quien mató con su propia mano a su rival y se alzó como señor de Italia en 493. El Imperio no había tenido necesidad de enfrentarse por sí mismo con Odoacro y, además, se había librado de los inquietos ostrogodos. Al igual que la crisis en época de Alarico, esta última crisis germánica terminó para Bizancio con la marcha de los godos hacia Occidente, de manera que, al tiempo que Occidente caía completamente en manos de los germanos, Oriente se veía definitivamente libre de ellos.
Sin embargo, liberarse de los germanos no significó una solución al problema étnico mientras pesase sobre el Imperio el dominio isaurio. El Imperio se convirtió en escenario de sangrientos arreglos de cuentas entre jefes isaurios, de los cuales uno llevaba la corona imperial que el otro aspiraba obtener. Hacia 484, estalló una gran revuelta en Oriente, y durante varios años Zenón sostuvo una dura guerra contra su antiguo general Illos, de quien se había distanciado, y su compatriota Leoncio, erigido en anti-emperador. Asediados en la fortaleza de Papirio, en Isauria, murieron cuando fue tomada en 488.

## El problema religioso
El monofisismo condenado en Calcedonia ganó cada vez mayor influencia en Oriente, y por consiguiente se iba agrandando la discrepancia entre las provincias centrales del Imperio y las orientales. Sin dudarlo mucho, Basilisco había abrazado el monofisismo y, convencido de su poder infalible, condenó, por medio de una circular imperial, las decisiones de Calcedonia y el Tomus Leonis. Pero esta medida, que provocó la mayor indignación entre los ortodoxos, precipitó su caída y el retorno de Zenón, que intentó conseguir un compromiso entre los monofisitas orientales y la población bizantina ortodoxa. En 482 publicó, de acuerdo con el patriarca de Constantinopla Acacio, el llamado Henotikon, un Edicto de Unión en forma de carta, dirigido a las iglesias de Alejandría, Egipto, Libia y la Pentápolis, las más alejadas de la ortodoxia católica. El Henotikón reconocía e imponía el símbolo niceno como norma de fe y acataba las decisiones de los 3 primeros concilios ecuménicos, eludiendo, sin embargo, pronunciarse sobre el verdadero punto en litigio mediante la omisión de cualquier referencia a la doble o única naturaleza de Jesucristo.
Pero la imposibilidad de un compromiso en el terreno religioso quedó pronto manifiesta, puesto que, evidentemente, el Henotikón no pudo satisfacer ni a los seguidores de Calcedonia ni a los monofisitas. En vez de dos eran ahora tres los partidos enfrentados: los monofisitas declarados, los ortodoxos declarados y, además, los tibios de ambos campos que aceptaban la fórmula imperial de fe. También el Papa rechazó categóricamente el Henotikón y lanzó un anatema contra el patriarca de Constantinopla. Ello incitó a este a tachar el nombre del Papa de los dípticos, comenzando un cisma entre Roma y Constantinopla que iba a durar más de 30 años.
Zenón murió de un ataque de epilepsia o de disentería el 9 de abril de 491, tras reinar durante 17 años y 2 meses. Como él y Ariadna no habían tenido otros descendientes, su viuda escogió a un miembro principal de la corte imperial, Anastasio, para sucederle. Aunque Zenón aparece descrito por las fuentes como un gobernante indolente, fue capaz de administrar los recursos del Imperio de modo que lo dejó considerablemente más fuerte tras su muerte.